# Thomas Berntsen
Thomas Edvin Berntsen (* 31. Juli 1970 in Oslo) ist ein ehemaliger norwegischer Fußballspieler und späterer -trainer. Seit 2023 ist er als Sportdirektor beim schwedischen Klub AIK tätig.

## Sportlicher Werdegang

### Spielerkarriere
Berntsen wechselte zur Saison 1993 vom Strømmen IF zum Erstligisten Lillestrøm SK. Für Lillestrøm kam er in drei Spielzeiten zu 64 Einsätzen in der Tippeliga. Zur Saison 1997 wechselte er zum Zweitligisten Vålerenga Oslo. Mit Vålerenga stieg er zu Saisonende in die Tippeliga auf. In dieser kam er in den Spielzeiten 1998 und 1999 zu insgesamt 20 Einsätzen.
Im Januar 2000 wechselte Berntsen nach Österreich zum Bundesligisten Schwarz-Weiß Bregenz. In Bregenz konnte er sich aber nicht durchsetzen und kam nur dreimal in der Bundesliga zum Einsatz. Im Sommer 2000 wurde er dann zurück nach Norwegen an den Bryne FK verliehen. Für Bryne kam er bis zum Ende der Spielzeit 2000 fünfmal in der höchsten norwegischen Spielklasse zum Einsatz. Nach dem Ende der Leihe kehrte er nicht mehr nach Österreich zurück, sondern wechselte zur Saison 2001 zum Drittligisten Bærum SK. Dort beendete er nach einer Spielzeit seine Karriere.

### Trainerlaufbahn
Zur Saison 2004 wurde Berntsen Trainer des Lørenskog IF. Zur Saison 2007 übernahm er den Zweitligisten Kongsvinger IL. Dort wurde er im Mai 2008 entlassen. Bald darauf kehrte er zum Drittligisten Strømmen IF zurück, bei dem er bereits als Spieler aktiv gewesen war. Mit Strømmen stieg er 2010 in die 1. Division auf. Nach der Saison 2011 verließ er Strømmen. 

### Funktionärstätigkeit
Im Dezember 2012 wurde Berntsen neuer Sportdirektor beim in die höchste Spielklasse aufgestiegenen Sarpsborg 08 FF. Unter seiner Leitung etablierte sich der Klub in der ersten Liga und machte sich einen Namen als „Brutstätte“ für Talente. Vor allem afrikanische Spieler wie Krépin Diatta, Aaron Samuel Olanare oder Ismaila Coulibaly machten hier ihre ersten Schritte im europäischen Profifußball und wechselten anschließend für höhere Ablösesummen weiter. Zudem holte er spätere Nationalspieler wie Kristoffer Zachariassen oder Sigurd Rosted, die ihr Erstligadebüt beim Klub feierten.
Anfang 2023 verließ Berntsen den norwegischen Klub, um als Sportdirektor beim schwedischen Traditionsverein AIK eine neue Herausforderung zu suchen.